# Ulpier
Ulpius ist der Gentilname eines römischen Geschlechts, der gens Ulpia, deutsch Ulpier.

## Namensträger
- Trajan (Marcus Ulpius Traianus), römischer Kaiser
- Marcus Ulpius Traianus, dessen Vater
- Marcus Ulpius Andromachus, römischer Offizier (Kaiserzeit)
- Marcus Ulpius Attianus, römischer Offizier (Kaiserzeit)
- Marcus Ulpius Celerinus, römischer Soldat (Kaiserzeit)
- Marcus Ulpius Dignus, römischer Offizier (Kaiserzeit)
- Marcus Ulpius Dionysius, antiker römischer Vergolder
- Marcus Ulpius Eufrates, antiker römischer Toreut
- Marcus Ulpius Gemellinus, römischer Offizier (Kaiserzeit)
- Marcus Ulpius Marcellus, römischer Offizier (Kaiserzeit)
- Marcus Ulpius Ofellius Theodorus, römischer Statthalter
- Marcus Ulpius Romanus, römischer Soldat (Kaiserzeit)
- Marcus Ulpius Titus, römischer Centurio (Kaiserzeit)
- Marcus Ulpius Ulpianus, Präfekt der Classis Germanica 150
- Ulpia Marciana, Schwester des Kaisers
- Laelianus (Ulpius Cornelius Laelianus), römischer Usurpator
- Ulpia Severina, römische Kaiserin
- Ulpius Marcellus, römischer Senator im 2. Jahrhundert
- Ulpius Marcianus, römischer Offizier (Kaiserzeit)
- Ulpius Titianus, römischer Offizier (Kaiserzeit)
- Ulpius Victor (Praefectus) (2. Jh.), römischer Militär
- Ulpius Victor (Statthalter) (2. Jh.), römischer Prokurator